# Eriocapitella
Eriocapitella (возможное русскоязычное название Эриокапителла) — род травянистых растений семейства Лютиковые (Ranunculaceae), произрастающих в Азиатском регионе. Ранее включался в состав рода Анемона. Некоторые виды используются как декоративные растения.

## Название
Научное родовое название Eriocapitella является производным от префикса erio- (др.-греч. ἔριον, опушенный, шерстяной) и корня лат. capitellata со значением «маленькая голова, головка» (лат. caput, голова + лат. -ulus, уменьшительный суффикс). Общее значение «с опушенными головками», по всей видимости, относится к завязям и плодам некоторых видов, имеющих выраженное опушение.

## Ботаническое описание

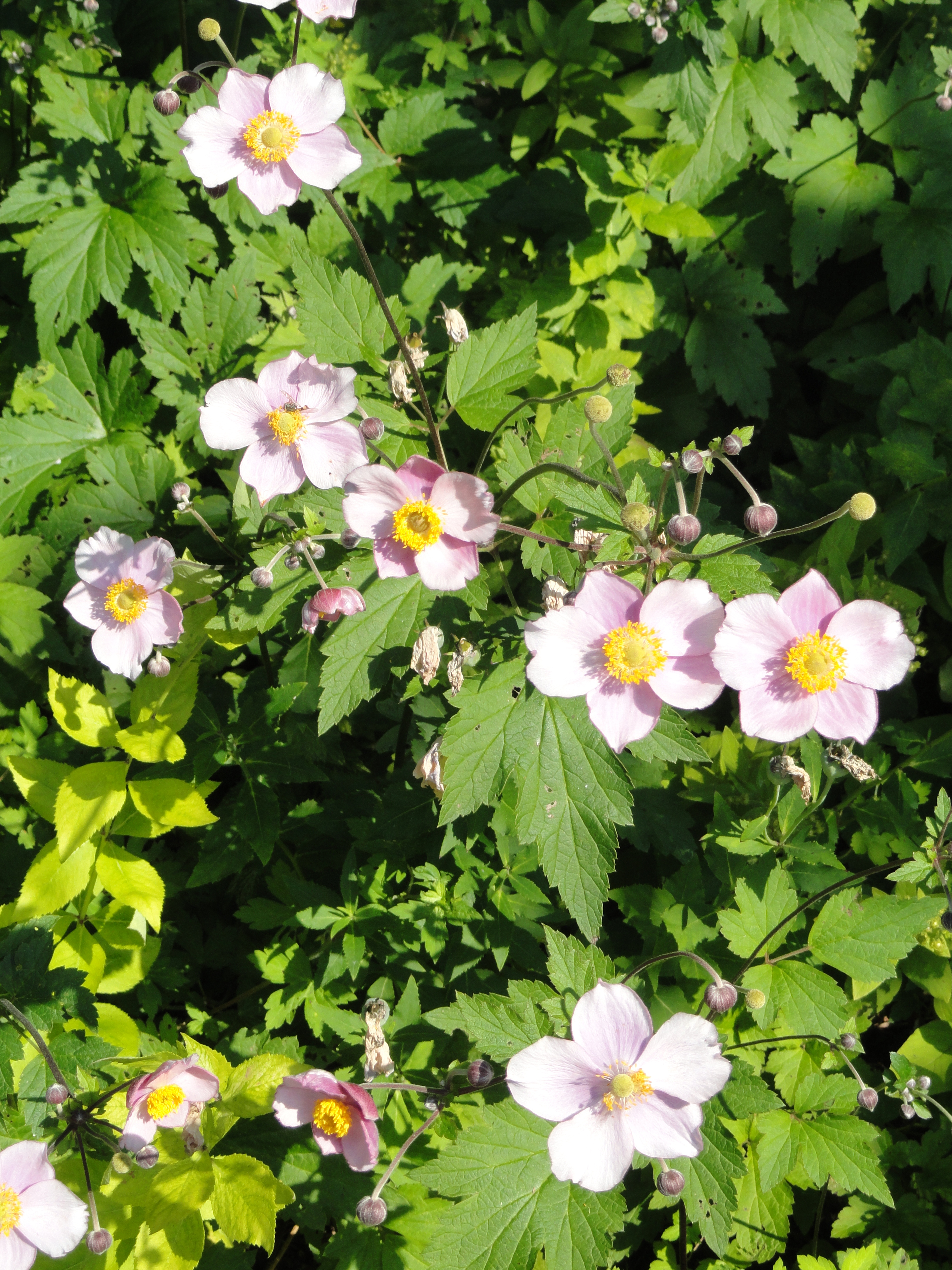
Эриокапителла виноградолистная

Комплекс характеристик, позволяющих выделить представителей рода Eriocapitella, включает следующие признаки:
- корневая система взрослых растений стержневая (также у видов рода Hymalayicae, Anemoclema, Pulsatilloides)[5];
- плодолистики и плоды располагаются на относительно длинных ножках (также у видов рода Tamuria, Kilimandscharica и нескольких видов рода Ветреница)[5];
- рыльца плодолистиков и плодов линейные, редко головчатые или почти головчатые (также у видов рода Kilimandscharica и Stolonifera)[5];
- семянки очень мелкие (<2.0 мм)[6];
- столбики пестиков очень короткие (<0.7 мм.) и отогнуты под прямым углом в направлении продольной оси завязей[6].

Травянистые многолетние растения 65-85 см высотой.
Листья темно-зеленые на длинных черешках, формируют прикорневую розетку. Нижняя поверхность в разной степени опушенная, край зубчатый.
Цветоносы длинные, прямостоячие, ветвящиеся, намного превышают длину листьев.
Цветки простые, с 5-7 яркими округлыми лепестками от бледно-розовой до светлой розово-лиловой окраски. Цветение во второй половине лета, зачастую до первых заморозков.

## Распространение и экология
Природный ареал видов охватывает Азиатский регион, включая Гималаи, Восточную и Юго-Восточную Азию, простираясь на юг до Суматры. Встречаются в кустарниковых зарослях, на травянистых склонах и вдоль рек и ручьев.
Декоративноцветущие виды интродуцированы в Чехии, Словакии, Германии, Эквадоре, Японии, Корее и множестве других стран.
На острове Шри-Ланка род считается исчезнувшим.

## Классификация
Исторически таксономическое положение видов рода Eriocapitella неоднократно изменялось. Изначально все они были включены Линнеем в состав рода Ветреница (Anemone). В своих работах 1817 и 1824 года Декандоль выделил внутри рода секцию Anemonospermos, несколько видов из которой в 1941 году японский ботаник Такэносин Накаи предложил объединить в ранге самостоятельного рода Eriocapitella. Позднее специалисты по семейству Лютиковых Митио Тамура и Wang W.T. в своих работах продолжали рассматривать эти виды лишь как представителей секции Eriocapitella внутри рода ветрениц, также как и Светлана Николаевна Зиман (Світлана Миколаївна Зиман) из Института ботаники НАН Украины, соавтор работы «Современный взгляд на такосномию рода Anemone L. sensu stricto (Ranunculaceae Juss.)» 2008 года. Тем не менее с учётом результатов филогенетических исследований в издании 2018 года The Global Flora, Vol. 4 род Eriocapitella получил статус самостоятельного и сохраняет таковой по настоящее время согласно данным сайта WFOPL.

### Таксономия[10]
Eriocapitella  Nakai, 1941, J. Jap. Bot. 17: 267
Род Eriocapitella  относится к семейству Лютиковые (Ranunculaceae) порядка Лютикоцветные (Ranunculales). Кладограмма в соответствии с Системой APG IV:
|  |                                      |  |                                   |                                   |                     |  | ещё 6 семейств |             |                   |                                                  |
|  |                                      |  |                                   |                                   |                     |  |                |             |                   | 6 подтвержденных и 1 ожидающий подтверждения вид |
|  |                                      |  |                                   | порядок Лютикоцветные             |                     |  |                |             | род Eriocapitella |                                                  |
|  |                                      |  |                                   | порядок Лютикоцветные             |                     |  |                |             | род Eriocapitella |                                                  |
|  | отдел Цветковые, или Покрытосеменные |  |                                   |                                   | семейство Лютиковые |  |                |             |                   |                                                  |
|  | отдел Цветковые, или Покрытосеменные |  |                                   |                                   |                     |  |                |             |                   |                                                  |
|  |                                      |  | ещё 63 порядка цветковых растений | ещё 63 порядка цветковых растений |                     |  |                | ещё 53 рода | ещё 53 рода       |                                                  |
|  |                                      |  |                                   | ещё 63 порядка цветковых растений |                     |  |                |             | ещё 53 рода       |                                                  |

### Виды
По данным сайта Список растений Мировой флоры онлайн по состоянию на июнь 2023 г. в состав рода включались 6 видов в статусе подтвержденных:
- Eriocapitella hupehensis  (Lemoine) Christenh. & Byng  — Эриокапителла хубэйская
- Eriocapitella japonica  (Thunb.) Nakai  — Эриокапителла японская
- Eriocapitella rivularis  (Buch.-Ham. ex DC.) Christenh. & Byng  — Эриокапителла приречная
- Eriocapitella rupicola  (Cambess.) Christenh. & Byng  — Эриокапителла каменистая
- Eriocapitella tomentosa  (Maxim.) Christenh. & Byng  — Эриокапителла войлочная
- Eriocapitella vitifolia  (Buch.-Ham. ex DC.) Nakai  — Эриокапителла виноградолистная

Также 1 таксон, ожидающий подтверждения таксономического положения:
- Eriocapitella hybrida (L.H.Bailey) Christenh. & Byng  — Эриокапителла гибридная, полученная от скрещивания Э. хубейской и Э. виноградолистной.